# 831 الأبدية
إين نو 831 (باليابانية: 永遠の831) هو فيلم أنمي ياباني خاص من إخراج وكتابة كينجي كامياما وإنتاج كرافتار. تم عرضه لأول مرة على شاشة التلفزيون في يناير 2022 على وائووائو وسيعرض أيضًا في المسارح في مارس 2022.

## الشخصيات
سوزوشيرو أسانو (浅野 スズシロウ, Asano Suzushirō)
- أداء صوتي: سوما سايتو[1]

نازونا هاشيموتو (橋本 なずな, Hashimoto Nazuna)
- أداء صوتي: ماو إيتشيميتشي[1]

سيري أغاوا (亜川 芹, Agawa Seri)
- أداء صوتي: كازويوكي أوكيتسو[1]

أكينا (アキナ, Akina)
- أداء صوتي: يوكو هيكاسا[2]

موروتوا (室戸, Murotoa)
- أداء صوتي: أكيو أوتسوكا[2]

سوغوروكو (双六, Sugoroku)
- أداء صوتي: تاكاتسوغو أوازو[2]

شقيق ساكاتا التوأم الأكبر (坂田兄弟（兄, Older Sakata twin brother)
- أداء صوتي: تاكايوكي كوندو[2]

شقيق ساكاتا التوأم الأصغر (坂田兄弟（弟）, Younger Sakata twin brother)
- أداء صوتي: ريوتا إواساكي[2]

دونكي (ドンキ, Donki)
- أداء صوتي: سييتشيرو ياماشيتا[2]

كيوكو كاغامي (各務 恭子, Kagami Kyōko)
- أداء صوتي: ري إيغاراشي[2]

## الإنتاج والإصدار
تم الإعلان عن العرض الخاصة في 3 أغسطس 2021، ليتزامن مع الذكرى الثلاثين لشبكة وائووائو الخاصة. من إخراج وكتابة كينجي كامياما وإنتاج كرافتار. لحّنَ غو شينا الموسيقى. تم عرض العرض الخاص لأول مرة في وائووائو في 30 يناير 2022. السمة الرئيسية الخاصة هي «Hitohira no Mirai» التي تؤديها فرقة أنجيلا، بينما سمة الافتتاحية هي «Kingyo Bachi»، تؤديها كانوي رانا كانوي رانا [اليابانية]. بعد العرض التلفزيوني الأول، أُعلن أن العرض الخاص سيعرض أيضًا في المسارح اليابانية في 18 مارس 2022.

## روابط خارجية
الموقع الرسمي

831 الأبدية على موقع IMDb (الإنجليزية)
- 831 الأبدية على موقع قاعدة بيانات الفيلم (الإنجليزية)
- 831 الأبدية على موقع ليتربوكسد (الإنجليزية)
- 831 الأبدية على موقع ANN anime (الإنجليزية)